# Max Pulver
Pour les articles homonymes, voir Pulver.
Max Pulver, né le 6 décembre 1889 à Berne et mort le 13 juin 1952 à Zurich, est un écrivain, dramaturge, poète et graphologue suisse. 

## Travaux sur la graphologie
Pulver contribua à théoriser la graphologie en publiant « Le symbolisme de l’écriture » en 1931 (traduit en français en 1953). Ses contributions portent sur trois points majeurs d’analyse de l’écriture :
- l'« ambivalence » : la personnalité humaine met en place un jeu de compensation entre des tendances internes et opposées sur un mode dynamique ;
- la « qualité existentielle » : le rythme de l’écriture manuscrite est à la base de sa qualité existentielle. Cette dernière correspond à la vie intérieure de la personne qui écrit. Il s’agit d’une notion proche de celle de « Formniveau » proposé par Ludwig Klages que Max Pulver préfère renommer ;
- le « symbolisme de l’espace » : la page blanche est assimilée à un « champ graphique » défini par trois dimensions. Un schéma en forme de croix instaure deux polarités : bas-haut et gauche-droite. La pression exercée sur le papier est à l’origine d’une troisième dimension, celle de la profondeur. Pour Max Pulver, chaque zone renvoie à des caractéristiques psychologiques (orgueil, sensualité, introversion, extraversion, etc.). L’hypothèse est que l’investissement inconscient de telle ou telle zone graphique par l’écriture n’est pas due au hasard mais est révélatrice de dispositions psychologiques propres à cette zone.

En 1950, il créa la Schweizerische Graphologische Gesellschaft (Société suisse de graphologie) dont il fut président jusqu'à sa mort.

## Ouvrages
- 1916, Selbstbegegnung, poésies, Leipzig, Kurt Wolff Verlag
- 1917, Alexander der Große, drame, Leipzig, Kurt Wolff Verlag
- 1917, Robert der Teufel, drame, Leipzig, K. Wolff
- 1917, Odil, nouvelle, Frauenfeld, Huber
- 1918, Merlin, poème, Leipzig, Insel-Verlag
- 1918, Christus im Olymp, drame, Munich, Hans Sachs-Verlag
- 1918, Igernes Schuld, drame, Leipzig, Insel-Verlag
- 1919, Auffahrt, poésie, Leipzig, Insel-Verlag
- 1919, Zwischenspiele, Zurich, Rascher